# 特魯埃爾主教座堂

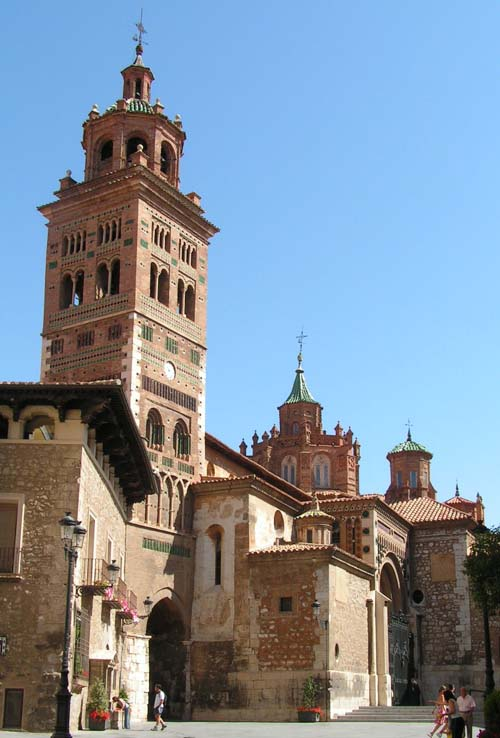
特魯埃爾主教座堂

特魯埃爾主教座堂（Teruel Cathedral）是位於西班牙城市特魯埃爾的一座羅馬天主教的教堂。特魯埃爾主教座堂是穆德哈爾式建築的典型代表作。特魯埃爾主教座堂被列入了世界文化遺產。

## 外部連結
- Description and images of the cathedral （页面存档备份，存于） （西班牙文）
- Page with virtual visit and photos （页面存档备份，存于） （西班牙文） （英文） （法文）